# Aricia carteri
Aricia carteri är en fjärilsart som beskrevs av Harrison 1928. Aricia carteri ingår i släktet Aricia och familjen juvelvingar. Inga underarter finns listade i Catalogue of Life.